# Per vincere domani - The Karate Kid
Per vincere domani - The Karate Kid (The Karate Kid) è un film del 1984, diretto da John G. Avildsen.
La pellicola è il primo capitolo del franchise di Karate Kid. Oltre a segnare la fama di Ralph Macchio (nel ruolo del giovane protagonista Daniel LaRusso), il film ha messo in risalto altri attori, primo fra tutti Noriyuki "Pat" Morita, che per questa interpretazione ha avuto una candidatura come miglior attore non protagonista agli Oscar del 1985.
Per l'home video il film è stato distribuito anche col titolo The Karate Kid - Per vincere domani.

## Trama
Daniel LaRusso, un diciassettenne americano di origini italiane, si trasferisce con la madre dal New Jersey in California. Il giorno del loro arrivo, il ragazzo conosce l'addetto alle manutenzioni del loro nuovo appartamento, un gentile, eccentrico e umile immigrato di Okinawa di nome Nariyoshi Miyagi.
A una festa sulla spiaggia, Daniel conosce una ragazza bionda e attraente di nome Ali Mills che è anche cheerleader della scuola superiore di Encino. Johnny Lawrence, ex ragazzo di Ali, è il miglior studente di un dojo di karate chiamato "Cobra Kai", il quale cerca malamente di parlare con la ragazza, rompendo anche la sua radio, e quando Daniel prova a intervenire viene facilmente sopraffatto e umiliato da Johnny, fisicamente più prestante. Il primo giorno di scuola di Daniel nel suo nuovo liceo, il ragazzo ha una rissa con Bobby Brown, altro allievo del Cobra Kai, col risultato di essere tagliato fuori dalla squadra di calcio. In un altro episodio di bullismo, Daniel viene spinto in un fosso e rompe la sua bicicletta, che verrà successivamente riparata da Miyagi. A una festa di Halloween, il ragazzo cercherà di vendicarsi dei suoi persecutori giocando uno scherzo a Johnny, ma viene scoperto e inseguito dal bullo e i suoi complici; dopo essere stato catturato, viene picchiato selvaggiamente, ma Miyagi interviene salvandolo, respingendo i cinque attaccanti facilmente e dimostrando un'insospettabile abilità nel karate.
Daniel chiede a Miyagi di insegnargli a combattere, ma l'uomo rifiuta, accettando invece di accompagnarlo al dojo del Cobra Kai per risolvere il conflitto. Incontrano il sensei John Kreese, un ex militare veterano del Vietnam, che insegna ai propri allievi a essere aggressivi e senza pietà nei confronti degli avversari. Egli respinge l'offerta di pace offertagli da Miyagi, chiedendo invece un incontro tra Daniel e gli altri studenti del Cobra Kai; Miyagi propone di far entrare il ragazzo nel Torneo di Karate Under 18, dove affronterà i membri del Cobra Kai, ma a patto che Daniel venga lasciato in pace durante il periodo di allenamento. Kreese accetta, ma avverte che, in caso non si presentassero, le molestie riprenderanno nei confronti diretti di Daniel e Miyagi.
Miyagi inizia l'allenamento a patto che Daniel non faccia domande sui suoi metodi, qualunque cosa gli venga chiesta di fare. Dopodiché, quando Daniel accetta, gli assegna diversi lavori umili e faticosi che sembrano non avere nulla a che fare con il karate. Daniel si arrabbia sempre di più, pensando che stia venendo sfruttato per fare faccende domestiche; tuttavia, quando Miyagi attacca Daniel in una dimostrazione pratica, il ragazzo si difende grazie alla memoria muscolare dei compiti. Il loro legame si solidifica sempre di più e, mentre gli allenamenti continuano, Daniel apprende della doppia perdita di Miyagi della moglie e del figlio neonato per complicazioni al parto, mentre lui combatteva in un reggimento di fanteria nella Seconda Guerra Mondiale. Attraverso l'insegnamento del maestro, inoltre, il ragazzo impara importanti lezioni di vita come la necessità dell'equilibrio personale, che si riflette nel principio secondo cui l'allenamento nelle arti marziali non riguarda tanto la disciplina del corpo, quanto dello spirito.
Al torneo, Daniel raggiunge inaspettatamente le semifinali. Dopo che ha sconfitto un avversario particolarmente bravo, Kreese si preoccupa che il ragazzo possa arrivare in finale e sconfiggere Johnny. Pertanto, ordina a Bobby di procurare un infortunio a Daniel con un colpo scorretto al ginocchio. Daniel viene portato in uno spogliatoio dove convince Miyagi a usare una particolare tecnica di soppressione del dolore per poter continuare a combattere. Daniel, così, riesce a battere Johnny con il particolare "colpo della gru", che aveva visto precedentemente fare da Miyagi; il ragazzo viene portato in trionfo da tutti, con Johnny che, in lacrime, accetta la vittoria dell'avversario e gli consegna il premio e Daniel finalmente ha imparato a difendersi dai bulli.

## Personaggi
- Daniel LaRusso, il protagonista, il ragazzo di Ali Mills.
- Ali Mills, la ragazza ricca di cui Daniel si innamora, ex fidanzata di Johnny.
- Maestro Miyagi, il maestro di Daniel. Sua moglie è morta insieme al figlio durante il parto. Il nome del maestro è un riferimento al maestro Chōjun Miyagi, fondatore dello stile di karate Gōjū-ryū.[1]
- John Kreese, il sensei del Cobra Kai. Molto più cattivo dei suoi allievi, è un reduce della Guerra del Vietnam. Sottopone i suoi allievi ad allenamenti molto duri, caratterizzati da una severità marziale, esortandoli a non mostrare alcuna pietà nei confronti dell'avversario nonché a utilizzare mosse scorrette durante le competizioni di karate.
- Johnny Lawrence, il più forte nel Cobra Kai e il capo della banda che tormenta Daniel, segue gli ideali di «nessuna pietà» professati dal suo maestro John Kreese, ma alla fine quando il "sensei" gli ordina di spezzare la gamba ferita di Daniel rimane giustamente meravigliato e dopo essere stato sconfitto mostra un lato umano e sportivo consegnando di persona in lacrime il trofeo a Daniel.
- Bobby Brown, il secondo più forte nel Cobra Kai e il più mite dei ragazzi della banda, non partecipa mai attivamente ai "pestaggi" su Daniel e più volte tenta inutilmente di convincere i suoi a non esagerare. Dal modo in cui parla si capisce chiaramente che è un ragazzo molto timido e insicuro che rimane attaccato alla "banda" per timore di ritrovarsi da solo; inoltre è il primo a rendersi conto della follia del sensei e mostra tutto il suo lato buono chiedendo scusa in lacrime a Daniel dopo averlo colpito gravemente alla gamba.
- Dutch, riconoscibile dalla vistosa chioma bionda. Il suo carattere è nettamente incline alla violenza, ma a differenza di Tommy il suo comportamento è più spaccone ed esibizionista. Dopo la vittoria di Daniel sul suo grande amico Tommy negli ottavi di finale è uno dei primi a rendersi conto che Daniel è migliorato a tal punto da essere una minaccia per il gruppo del Cobra Kai. Viene eliminato proprio da Daniel nei quarti di finale.
- Tommy Samuels, la sua personalità emerge solo durante il torneo perché per il resto del film parla poco. Il suo carattere è molto incline alla violenza, ma a differenza di Dutch dimostra di essere molto più nevrotico e isterico. Viene eliminato da Daniel negli ottavi di finale e subito dopo aver subito il punto decisivo urla di rabbia. Rimane fedele al sensei fino alla fine incitando Johnny e Bobby.
- Robertson, ragazzo di colore dei Cobra di scarso talento, durante un allenamento viene sconfitto facilmente da Bobby e durante uno dei primi incontri viene eliminato senza troppi problemi anche da Daniel.
- Darryl Vidal, ragazzo di origine latino-americana dotato di grande talento, è membro dell'All Valley Karate Club, insieme a Daniel è l'unica minaccia al monopolio del blocco dei Cobra e ne elimina alcuni nel suo percorso nel torneo. Verrà battuto nettamente per 3-0 da Johnny nella semifinale.

## Produzione

### Riprese
Le riprese si sono svolte principalmente in California dal 14 ottobre al 25 novembre 1983.
Fra le principali location si possono ricordare:
- il residence dei LaRusso al 19223 di Saticoy Street nel distretto Reseda di Los Angeles;
- la casa del maestro Miyagi (oggi non più esistente) al 20924 di Gault Street a Canoga Park;
- il Golf 'N' Stuff di Norwalk;
- la Charles Evans Hughes Jr. High School, la scuola di Daniel, a Woodland Hills;
- la Leo Carrillo State Beach a Malibù;
- la casa di Ali al 4072 di Alonzo Avenue di Encino;
- il dojo Cobra Kai al 5376 di Wilshire Boulevard a Los Angeles, il quale sia ai tempi che a tutt'oggi è in realtà un esercizio commerciale dal nome di "The Wig Shop";
- il Chatsworth Reservoir a Chatsworth, per le scene del lago;
- il "Matadome" della California State University, per le scene del torneo All Valley.

Altre scene fuori la California vennero realizzate:
- a Harrison, New Jersey, fra la Franklin Avenue ed Hamilton Street, per la scena della partenza dei LaRusso da Newark;
- in Arizona, fra Phoenix e Sedona, durante il viaggio dei LaRusso.

### Cast
Prima di Pat Morita, per il ruolo del maestro Miyagi erano stati selezionati Toshirō Mifune e Mako. Il primo, tuttavia, non venne preso in considerazione per la vena che avrebbe dato al personaggio, il secondo espresse interesse al ruolo, ma dovette rinunciarvi per Conan il distruttore.
Per il ruolo di Daniel, invece, vennero considerati Sean Penn, che rifiutò per cercare film meno adolescenziali, Charlie Sheen, Robert Downey Jr. e C. Thomas Howell, che vennero scartati, e Kyle Eastwood, spinto dal padre Clint, ma scartato anch'egli, scatenando nel leggendario attore una vendetta per la quale impose di eliminare la Coca-Cola da ogni futuro film della Columbia Pictures. Altri attori considerati furono Emilio Estevez, Nicolas Cage, Anthony Edwards, Tom Cruise ed Eric Stoltz.
Ralph Macchio in un'intervista ha rivelato che il personaggio inizialmente doveva chiamarsi Danny Weber, ma fu lui stesso a suggerire di chiamarlo LaRusso.
Prima di William Zabka, il ruolo di Johnny Lawrence venne proposto a Crispin Glover.
Demi Moore e Lea Thompson si proposero per il ruolo di Ali, ma il regista preferì Elisabeth Shue, che interruppe gli studi ad Harvard per prendere parte al film.
Valerie Harper venne considerata per il ruolo di Lucille, la madre di Daniel, ma alla fine la parte andò a Randee Heller.

### Tecniche marziali
Alcune delle tecniche di karate viste nel film ("dai la cera, togli la cera", "dipingi steccato") sono tipiche del Gōjū-ryū, uno dei principali stili del karate di Okinawa. La tecnica della gru, anche se è stata utilizzata in maniera cinematografica (la sua applicazione è in realtà diversa), è caratteristica della scuola Shorei a cui appartiene il Gōjū-ryū. Il karate del Cobra Kai, invece, si avvicina al karate di Chuck Norris, Chun Kuk Do.

## Distribuzione

### Data di uscita
Il film uscì negli Stati Uniti il 22 giugno 1984, mentre in Italia arrivò il 25 ottobre dello stesso anno.

## Accoglienza

### Incassi
A fronte di un budget di 8 milioni di dollari, la pellicola ne ha incassati circa 91,1 milioni in Nord America.

### Critica
Sull'aggregatore di recensioni Rotten Tomatoes il film ha un indice di gradimento del 90% basato su 48 recensioni, con un voto medio di 7,1 su 10. Su Metacritic ottiene un punteggio di 61 su 100 basato su 16 recensioni.

## Riconoscimenti
- 1985 - Premio Oscar
  - Candidatura per il miglior attore non protagonista per Pat Morita
- 1985 - Golden Globe
  - Candidatura per il miglior attore non protagonista a Pat Morita
- 1984 - Jupiter Award
  - Miglior film internazionale
  - Candidatura per il miglior attore internazionale per Pat Morita
- 1985 - Young Artist Award
  - Miglior film per famiglie
  - Miglior attrice non protagonista per Elisabeth Shue
  - Candidatura per il miglior attore non protagonista William Zabka

## Influenza culturale
Il grande successo commerciale aprì la strada ad alcune imitazioni, tra cui l'italiano Il ragazzo dal kimono d'oro, e riaccese la passione del pubblico cinematografico verso le pellicole di arti marziali, dopo il grande successo che i prodotti cinematografici con Bruce Lee avevano riscosso negli anni '70; Karate Kid funzionò anche come veicolo di diffusione del karate e delle arti marziali in generale, che da questa pellicola, negli Stati Uniti come nel resto dell'Occidente, ricevettero un grande impulso e si svilupparono notevolmente.

## Altri media

### Serie animata
Nel 1989 venne realizzata una serie animata intitolata Karate Kid e ispirata alla serie di film.

### Videogioco
Dal film è stato sviluppato un videogioco per piattaforma NES, intitolato The Karate Kid, uscito nel novembre del 1987.

## Sequel

### Film
Il film ha avuto 4 sequel, i primi due, diretti sempre da John G. Avildsen, Karate Kid II - La storia continua... e Karate Kid III - La sfida finale, vedono nuovamente Ralph Macchio nel ruolo di Daniel LaRusso. Per questo ruolo Macchio divenne un idolo dei teenagers e iniziò a comparire sulle copertine di diverse riviste come Tiger Beat. Pat Morita, invece, che per la sua interpretazione di Miyagi ricevette una candidatura all'Oscar per il miglior attore non protagonista, tornò in tutti e tre i sequel. Il terzo film, Karate Kid 4, diretto da Christopher Cain, ha come protagonisti Hilary Swank e nuovamente Pat Morita, riprendendo il ruolo del maestro Miyagi. Il quinto film, The Karate Kid - La leggenda continua, diretto da Harald Zwart, presenta una trama simile al primo capitolo, con Jaden Smith e Jackie Chan nei ruoli principali. Pensato originariamente come un remake, è diventato canonico con la serie principale grazie al lungometraggio seguente, Karate Kid: Legends, in uscita nel 2025. Nonostante nel paese di produzione abbia mantenuto il titolo originale, The Karate Kid, il film si è concentrato sul kung fu, poiché il film è ambientato in Cina.

### Serie televisiva
Nel 2018 è stato sviluppato un sequel/spin-off intitolato Cobra Kai, con il ritorno di Ralph Macchio e William Zabka che riprendono i ruoli di Daniel LaRusso e Johnny Lawrence. La serie, ambientata 34 anni dopo il film originale, è incentrata su Johnny Lawrence, che riapre il dojo Cobra Kai in cerca di redenzione.